# Korsarz (opera)
Korsarz (wł. Il corsaro) – opera Giuseppe Verdiego w trzech aktach. Libretto napisał Francesco Maria Piave na podstawie poematu George'a Byrona pod tym samym tytułem.

## Obsada
| Obsada                         | Rodzaj głosu | Obsada premierowa, 25 października 1848 (dyr.: Luigi Ricci) |
| ------------------------------ | ------------ | ----------------------------------------------------------- |
| Corrado, kapitan Piratów       | tenor        | Gaetano Fraschini                                           |
| Medora, młoda kochanka Corrado | sopran       | Carolina Volpini                                            |
| Pasha Seid, Pasza Coronu       | baryton      | Achille De Bassini                                          |
| Gulnara, służąca Paszy         | sopran       | Marianna Barbieri-Nini                                      |
| Giovanni, pirat                | bas          | Giovanni Volpini                                            |
| Aga Selimo, urzędnik Paszy     | tenor        | Giovanni Petrovich                                          |
| Czarny Eunuch                  | tenor        | Francesco Cucchiari                                         |
| Sługa                          | tenor        | Stefano Albanassich                                         |